# Dasypeltis medici
Dasypeltis medici (Bianconi, 1859) è una specie di serpente appartenente alla famiglia dei Colubridi.
Il primo descrittore, il naturalista bolognese Giovanni Giuseppe Bianconi, ha dedicato nel 1859 tale specie alla memoria del fisiologo Michele Medici, scomparso proprio in quell'anno.

## Descrizione
Presenta caratteristiche simili a Dasypeltis scabra, potendo raggiungere una lunghezza massima di 1,15 metri; tuttavia, presenta delle squame a forma di V e delle barre trasversali sul dorso e il colore varia dal bruno rossastro al rosaceo.

## Tassonomia
Ne sono state censite due sottospecie:
- Dasypeltis medici lamuensis Gans, 1957
- Dasypeltis medici medici (Bianconi, 1859)

## Distribuzione e habitat
La specie è presente in alcune aree dell'Africa e in particolare nel Kenya meridionale, in Malawi, nel Mozambico centrale e settentrionale, in Somalia, in Tanzania, nello Zambia, nel nord-est dello Zimbabwe, nonché in alcune aree naturali della provincia di KwaZulu-Natal, in Sudafrica, quali il Maputaland e l'iSimangaliso Wetland Park.